# Henryk Sass
Henryk Sass (23 gennaio 1940) è un ex calciatore polacco, di ruolo attaccante. Negli USA fu conosciuto con il nome Henry.

## Carriera[1]
Giocò dal 1958 al 1967 tra le file del ŁKS Łódź, con cui vinse la I liga 1958. Sempre con il sodalizio di Łódź partecipò ad entrambi gli incontri che i polacchi disputarono nella Coppa dei Campioni 1959-1960, che videro soccombere i polacchi nel primo turno contro i lussemburghesi del Jeunesse d'Esch.
Nel 1968 si trasferì negli Stati Uniti, giocando nella stagione 1968 con Chicago Mustangs, raggiungendo con essi il secondo posto della Lakes Division.

## Palmarès
- Campionato polacco: 1

LKS Lodz: 1958